# 마우리치오 말베스티티

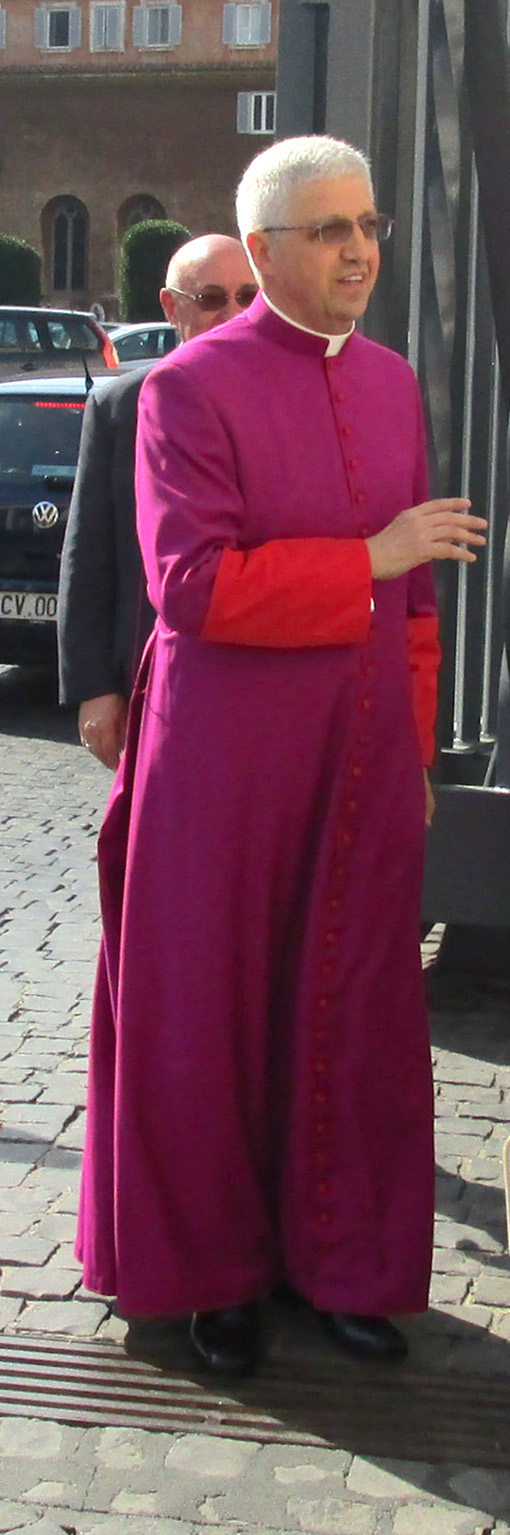

마우리치오 말베스티티(Maurizio Malvestiti, 1953년 8월 25일 ~ )는 2014년 8월 26일 임명된 가톨릭 로디 교구의 주교이다. 주세페 메리시의 뒤를 잇는다.

## 생애
1953년, 이탈리아의 필라고 마르네에서 태어났으며 마르네 산바르톨로메오 교회에서 세례를 받았다.
2014년 8월 26일, 교황 프란치스코는 말베스티티를 새로운 로디 주교로 임명하였다.